# Тишкин (Новоузенский район)
Тишкин —хутор в Новоузенском районе Саратовской области в составе сельского поселения Радищевское муниципальное образование. 

## География
Находится на расстоянии примерно 29 километров по прямой на запад от районного центра города Новоузенск.

## История
Официальная дата основания 1954 год.

## Население
Постоянное население составило 29 человек (69% казахи) в 2002 году, 5 в 2010.